# When the Cartridges Failed
When the Cartridges Failed è un cortometraggio muto del 1914 scritto, interpretato e diretto da Ben F. Wilson.

## Produzione
Il film fu prodotto dalla Edison Company.

## Distribuzione
Distribuito dalla General Film Company, il film - un cortometraggio in una bobina - uscì nelle sale cinematografiche degli Stati Uniti il 17 marzo 1914.